# Aderet (mošav)
Aderet (hebrejsky אַדֶּרֶת, v oficiálním přepisu do angličtiny Adderet) je vesnice typu mošav v Izraeli, v Jeruzalémském distriktu, v Oblastní radě Mate Jehuda.

## Geografie
Leží v nadmořské výšce 434 metrů na pomezí zemědělsky využívané pahorkatiny Šefela a západního okraje zalesněných svahů Judských hor. Jižním a západním směrem leží rozsáhlý lesní komplex. Na severu terén spadá do údolí vodního toku Nachal ha-Ela.
Obec se nachází 37 kilometrů od břehu Středozemního moře, cca 50 kilometrů jihovýchodně od centra Tel Avivu, cca 26 kilometrů jihozápadně od historického jádra Jeruzalému a 10 kilometrů jižně od Bejt Šemeš. Aderet obývají Židé, přičemž osídlení v tomto regionu je etnicky převážně židovské. Mošav je situován 1 kilometr od Zelené linie, která odděluje Izrael v jeho mezinárodně uznávaných hranicích od území Západního břehu Jordánu. Počátkem 21. století byly přilehlé arabské (palestinské) oblasti Západního břehu od Izraele odděleny pomocí bezpečnostní bariéry.
Aderet je na dopravní síť napojen pomocí místní komunikace, jež severozápadně od vesnice ústí do lokální silnice číslo 375.

## Dějiny
Aderet byl založen v roce 1961. Novověké židovské osidlování tohoto regionu začalo po válce za nezávislost tedy po roce 1948, kdy Jeruzalémský koridor ovládla izraelská armáda a kdy došlo k vysídlení většiny zdejší arabské populace. V okolí dnešního mošavu ale výraznější arabské osídlení nebylo.
Po vzniku státu Izrael byl tento region plánovitě osidlován v rámci bloku Chevel Adulam. Ke zřízení vesnice došlo 2. ledna 1959, ale její osídlení se pak zpožďovalo. Došlo k němu definitivně až roku 1963. Zakladateli byla skupina Židů z Maroka, z pohoří Atlas. V 90. letech 20. století prošla vesnice stavebním rozšířením. Jméno odkazuje na označení pro víno používané v biblické Knize Ezechiel 17,8 – „Byla zasazena v dobrém poli u hojných vod, aby se rozvětvila a nesla plody, a stala se nádhernou révou“
V obci fungují čtyři synagogy, mikve, společenské centrum, sportovní areály a dvě mateřské školy. Jihovýchodně od mošavu leží lokalita Tel Adulam, kde jsou zbytky starověkého židovského města Adulam.

## Demografie
Podle údajů z roku 2014 tvořili naprostou většinu obyvatel v Aderet Židé (včetně statistické kategorie "ostatní", která zahrnuje nearabské obyvatele židovského původu ale bez formální příslušnosti k židovskému náboženství).
Jde o menší obec vesnického typu s dlouhodobě rostoucí populací. K 31. prosinci 2014 zde žilo 861 lidí. Během roku 2014 populace stoupla o 3,2 %.
| Rok            | 1972 | 1983 | 1995 | 2001 | 2003 | 2004 | 2005 | 2006 | 2007 | 2008 | 2009 | 2010 | 2011 | 2012 | 2013 | 2014 |
| -------------- | ---- | ---- | ---- | ---- | ---- | ---- | ---- | ---- | ---- | ---- | ---- | ---- | ---- | ---- | ---- | ---- |
| Počet obyvatel | 291  | 346  | 337  | 470  | 503  | 513  | 518  | 526  | 542  | 560  | 630  | 651  | 694  | 797  | 834  | 861  |